# ジョー・ウェバー
ジョー・ウェバー（Joe Webber、1993年8月27日 - ）は、ベイ・オブ・プレンティに所属するラグビー選手。

## プロフィール
- ニュージーランド・トロロア出身[1]。
- ポジションはウィング(WTB)、センター(CTB)、フルバック(FB)。
- 身長 186cm、体重 90kg
- U20ニュージーランド代表に選ばれたことがある[2]。
- リオ五輪の7人制ニュージーランド代表に選ばれた[3]。
- マオリ・オールブラックスに選ばれたことがある[4]。

## 略歴
ワイカトを経て、2017年、ベイ・オブ・プレンティに加入。 
2021年、東京五輪の7人制ニュージーランド代表に選ばれて銀メダル獲得。